# Walter-Friedrich Reineke
Walter-Friedrich Reineke (* 22. Juli 1936 in Eisenach; † 23. Februar 2015 in Berlin) war ein deutscher Ägyptologe.
Walter-Friedrich Reineke legte 1954 sein Abitur ab. Danach studierte er Ägyptologie und Afrikanistik an der Humboldt-Universität zu Berlin. 1958 bestand er die Diplomprüfung, Titel der Diplomarbeit war Die Maßsysteme der Alten Ägypter. Als wissenschaftlicher Assistent ging er an das Institut für Orientforschung der Deutschen Akademie der Wissenschaften in Berlin. Später war er wissenschaftlicher Mitarbeiter am Zentralinstitut für Alte Geschichte und Archäologie der Akademie der Wissenschaften der DDR. Mit einer Doktorarbeit bei Fritz Hintze und Siegfried Morenz wurde er im Januar 1965 mit der Arbeit Die mathematischen Texte der alten Ägypter. promoviert. Er war an mehreren Expeditionen in den Sudan beteiligt. Im Februar 1986 folgte die Promotion B zum Thema Gedanken und Materialien zur Frühgeschichte der Mathematik in Ägypten. 1987 wurde er Professor an der Ostberliner Akademie.

## Schriften
- Wörterbuch der ägyptischen Sprache. Band 7: Rückläufiges Wörterverzeichnis. Akademie-Verlag, Berlin (DDR) 1963.
- mit Fritz Hintze: Felsinschriften aus dem sudanesischen Nubien (= Publikation der Nubien-Expedition 1961-1963. Band 1). 2 Teilbände, Akademie-Verlag, Berlin (DDR) 1989, ISBN 3-05-000370-7.